# مت سلینجر
مت سلینجر (انگلیسی: Matt Salinger؛ زادهٔ ۱۳ فوریهٔ ۱۹۶۰) هنرپیشه اهل ایالات متحده آمریکا است.
- انتقام خوره‌ها
- قدرت (فیلم ۱۹۸۶)
- کاپیتان آمریکا (فیلم ۱۹۹۰)
- ماه موهاوی
- چه رؤیاهایی که می‌آیند (فیلم)
- شب بی‌پایان (فیلم ۲۰۱۵)
- جاده یخی
- حصار چوبی
- فرصت‌های دوباره
- بزرگ‌تر از آسمان
- ۲۴ (مجموعه تلویزیونی)